# Kindheit

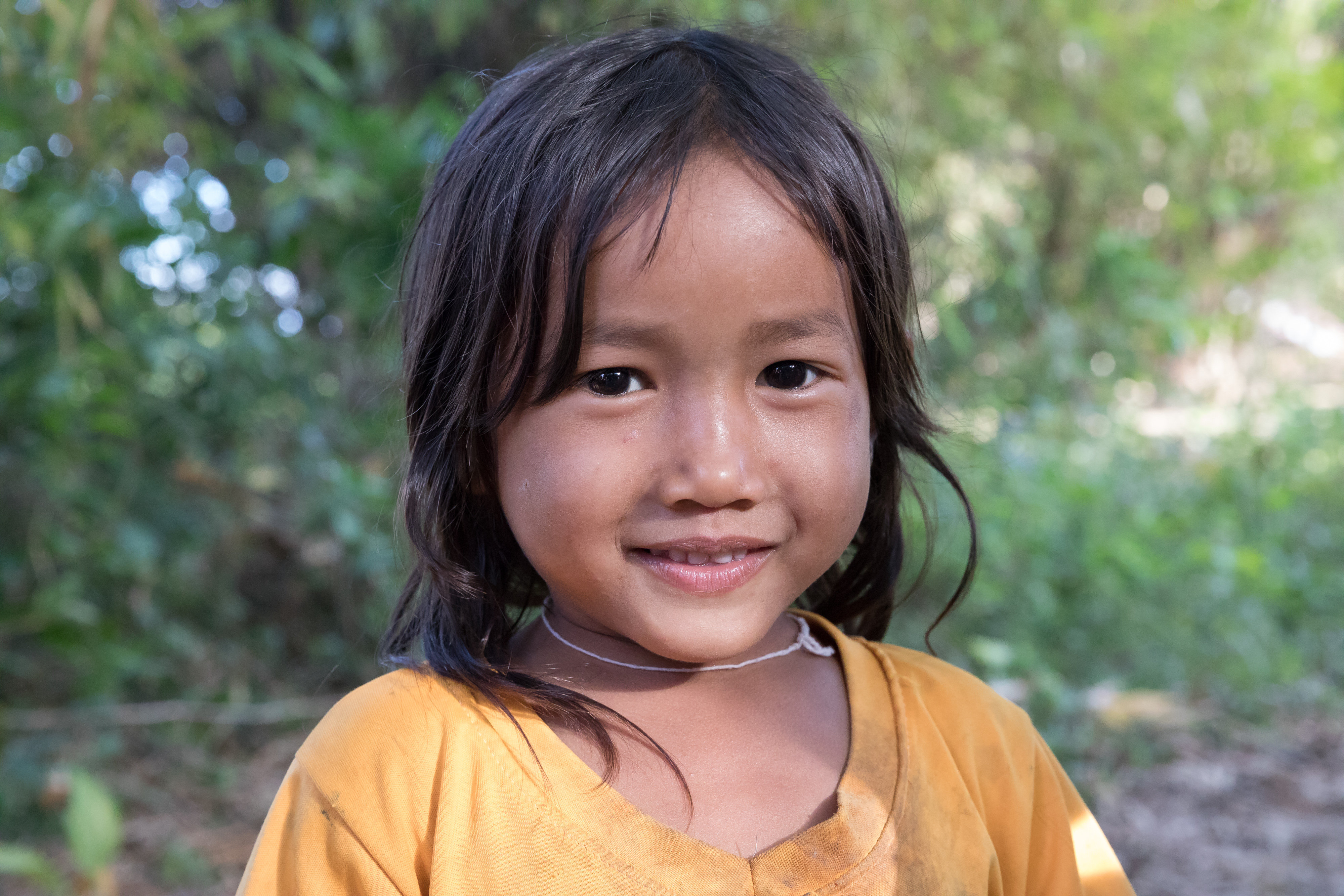
Mädchen in Laos (2017)

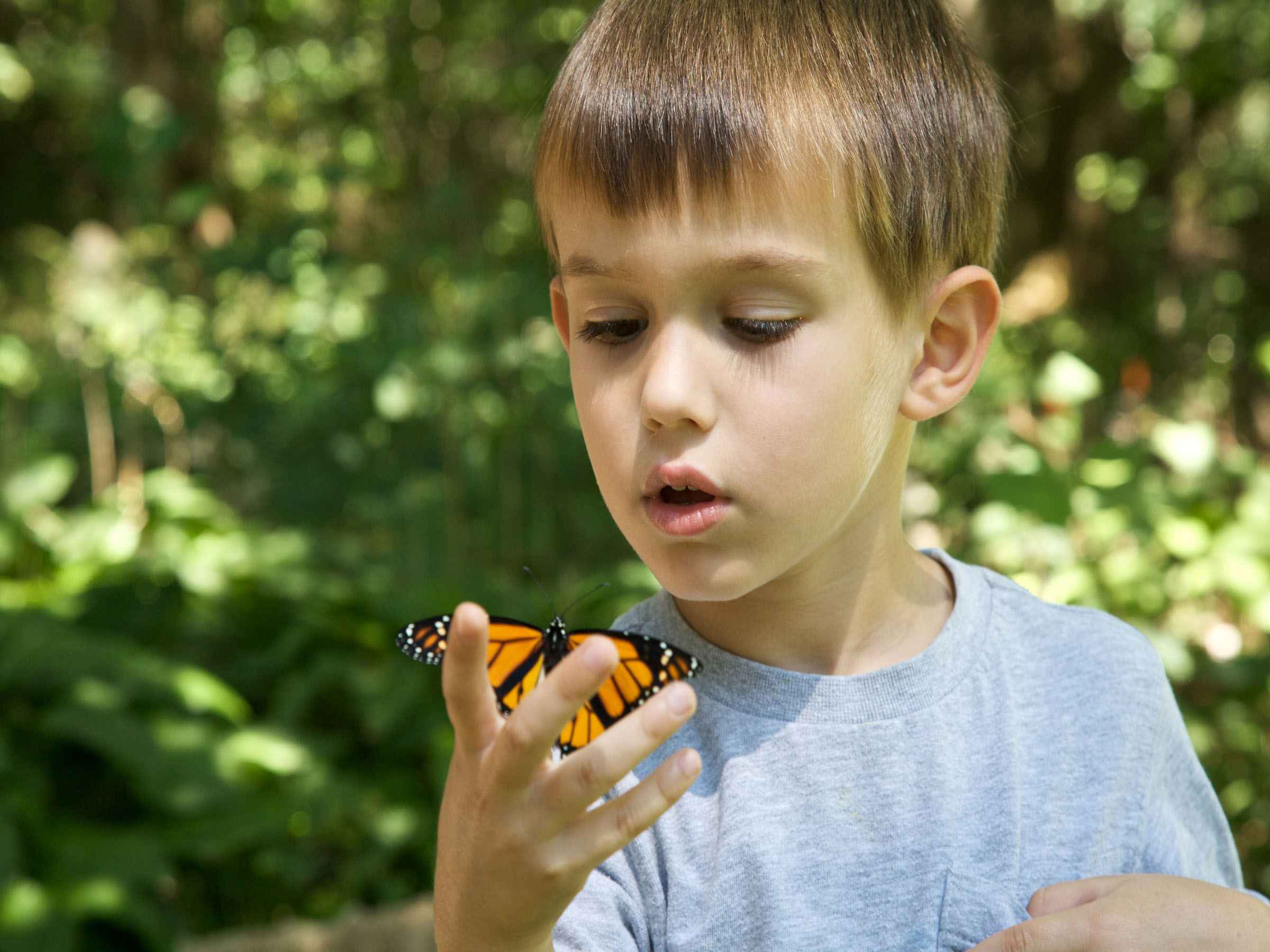
Junge in den USA (2013)

Kindheit bezeichnet den Zeitraum im Leben eines Menschen bis zur geschlechtlichen Entwicklung (Pubertät). Die inhaltliche Definition von Kindheit bezieht sich weniger auf eine biologische Lebensphase – ihr Bedeutungsgehalt ist vor allem rechtlich, kulturell und gesellschaftlich bestimmt. In der Entwicklungspsychologie folgt die Kindheit auf das Kleinkindalter (2. und 3. Lebensjahr) und gliedert sich in die frühe Kindheit (4. bis 6. Lebensjahr), die mittlere Kindheit (7. bis 10. Lebensjahr) und die späte Kindheit (11. bis 14. Lebensjahr). Nach der Kindheit folgt die Phase des Jugendalters, die Adoleszenz.

## Recht
In der Kindheit hat der Mensch eine besondere rechtliche Stellung. Diese ist durch eine Reihe von deutschen Bundesgesetzen und international durch die UN-Kinderrechte geregelt.
Nach der UN-Kinderrechtskonvention der Vereinten Nationen ist „Kind“, wer das 18. Lebensjahr noch nicht vollendet hat (vergleiche Kinderrechte).

### Deutschland
Die Rechtsfähigkeit beginnt in Deutschland gemäß § 1 BGB „mit der Vollendung der Geburt“; rechtliche Handlungsfähigkeit – wie etwa (beschränkte) Geschäftsfähigkeit oder Deliktfähigkeit – erlangt das Kind stufenweise später. Bis dahin wird es im Rechtsverkehr von seinen gesetzlichen Vertretern – in der Regel den sorgeberechtigten Eltern, ansonsten dem Vormund – vertreten, § 1629, §§ 164 ff. BGB.
Das Bürgerliche Gesetzbuch (BGB) verwendet den Begriff Kind nicht im Sinne eines bestimmten Alters (vgl. Minderjährigkeit), sondern im Sinne der Abstammung:
- Nichteheliche Kinder: Erkennt der Vater das Kind nicht als sein eigenes an, erfolgt die Feststellung der Vaterschaft gegebenenfalls durch ein Abstammungsgutachten, und die Vaterschaft wird durch das Familiengericht anerkannt (Vaterschaftsanerkennung). Falls die Ehe der Mutter innerhalb der letzten 300 Tage vor Geburt des Kindes aufgelöst wurde (auch bei Tod des Vaters), gilt dieses Kind als ehelich geboren (vergleiche Unehelichkeit).
- Eheliche Kinder: Der Ehemann der Mutter gilt automatisch als Vater, kann aber die Vaterschaft anfechten.
- Angenommene Kinder: Adoptivkinder werden ab dem Tage der ausgesprochenen Adoption wie eheliche Kinder behandelt; die Verwandtschaftsverhältnisse zur bisherigen biologischen Familie erlöschen und es besteht ab dem Zeitpunkt eine rechtliche Verwandtschaft zu den Adoptiveltern und ihren Vorfahren und Nachkommen.

Die Krankenakte eines neugeborenen Kindes ist Bestandteil der mütterlichen Krankenakte, bis das Kind versicherungsrechtlich als auch lebend das Krankenhaus zum ersten Mal verlassen hat. Da jedem Kind eine Geburtsurkunde zusteht, kommt den Aufzeichnungen im Kreißsaal besondere Bedeutung zu, unabhängig davon, ob das Kind lebend das Krankenhaus verlassen hat.
Nach deutschem Recht ist „Kind“, wer noch nicht 14 Jahre alt ist, Jugendlicher ist, wer 14, aber noch nicht 18 Jahre alt ist (siehe § 1 Jugendschutzgesetz). Im Jugendarbeitsschutzgesetz § 2 ist die Grenze jedoch erst bei 15 Jahren gezogen. Im Kontext des Achten Buches Sozialgesetzbuch (§ 8 SGB VIII), des sogenannten Kinder- und Jugendhilfegesetzes (KJHG), ist Kind, „wer noch nicht 14 Jahre alt ist“ (§ 7 Abs. 1 Nr. 1 SGB VIII). – mit Ausnahme der Bestimmungen zur Pflege und Erziehung der Kinder als Recht und Pflicht der Eltern (Kind in diesem Sinne ist, „wer noch nicht 18 Jahre alt ist“) und zur Annahme als Kind (Kind in diesem Sinn (BGB Familienrecht) sind „Personen, die das 18. Lebensjahr noch nicht vollendet haben“); Kinder gehören zu den im SGB VIII definierten „jungen Menschen“. Nach § 32 AufenthG gilt als „Kind“, wer das 16. Lebensjahr noch nicht vollendet hat (vergleiche Kindernachzug).
Kinder sind nicht strafmündig (§ 19 StGB). Sexuelle Handlungen mit ihnen sind für Personen ab 14 Jahren als sexueller Missbrauch von Kindern strafbar. Körperliche Züchtigung ist strafbar.

### Österreich
Das österreichische Jugendschutzrecht ist Ländersache und die Bezeichnung „Kind“ ist unterschiedlich verankert. Während die Bundesländer Steiermark, Kärnten, Tirol und Vorarlberg Personen bis zur Vollendung des 14. Lebensjahres als Kinder und ab dem vollendeten 14. bis zum vollendeten 18. Lebensjahr als Jugendliche ansprechen, kennt das Gesetz Oberösterreichs nur die Bezeichnung Jugendliche für Personen bis zum vollendeten 18. Lebensjahr. Wien, Niederösterreich und Burgenland verwenden dafür den Ausdruck junge Menschen – den juristischen Begriff Kind gibt es in diesen vier Bundesländern nicht. Abweichend von diesen Auffassungen, wie auch vom Bundesrecht, das bei Minderjährigen prinzipiell die Grenze zwischen Unmündigkeit und Mündigkeit zum Stichtag vollendetes 14. Lebensjahr sieht, setzt des Jugendschutzgesetz Salzburgs Jugendliche für Personen ab dem vollendeten 12. bis zum vollendeten 18. Lebensjahr an und spricht davor von Kind.
Unmündige sind nicht strafmündig; sexuelle Handlungen mit ihnen sind strafbar als sexueller Missbrauch von Unmündigen (vgl. aber dort Alterstoleranzklausel). Körperliche Züchtigung ist strafbar.
Im Bundesrecht ist die Bezeichnung Kind in der Regel nur im Sinne „Nachkomme“ zu finden. Durch die Umsetzung einer EU-Richtlinie ist in Ziffer 28 im Anhang des Gesetzes gegen den unlauteren Wettbewerb von Kindern die Rede, nach Entscheidung des Obersten Gerichtshofs sind darunter jedenfalls Minderjährige unter 14 Jahren zu verstehen. Strittig ist in der Rechtsliteratur, ob auch ältere Minderjährige erfasst sein könnten.

### Liechtenstein
Auch in Liechtenstein werden Personen unter 14 Jahren als Unmündige bezeichnet. Sie sind nicht strafmündig; sexuelle Handlungen mit ihnen strafbar (siehe Strafgesetzbuch (Liechtenstein), vgl. aber dort Alterstoleranzklausel). Körperliche Züchtigung ist strafbar.
Im Kinder- und Jugendgesetz werden Personen unter 14 Jahren als Kinder bezeichnet; dessen Artikel 65 verbietet ihnen sich zwischen 22 und 5 Uhr ohne Aufsichtsperson in der Öffentlichkeit aufzuhalten (14- und 15-jährigen können es die Erziehungsberechtigten nur schriftlich erlauben, auf der Erlaubnis muss stehen, wann der Jugendliche wieder zu Hause sein muss).

### Schweiz
In der Schweiz wird der Begriff uneinheitlich verwendet: Wer noch nicht 16 Jahre alt gilt nach dem Strafgesetzbuch (Schweiz) als Kind; sexuelle Handlungen mit unter 16-Jährigen sind strafbar, wenn der Altersunterschied mehr als drei Jahre beträgt. Damit ist das Schutzalter höher als in Deutschland, Österreich und Liechtenstein. 
Allerdings beginnt in der Schweiz die Strafmündigkeit nach Artikel 3 Jugendstrafgesetz mit 10 Jahren; dieses Gesetz definiert Kinder als Personen, die noch nicht 10 Jahre alt sind. 
Beim Jugendschutz in der Schweiz bestehen Unterschiede zwischen den Kantonen.

## Entwicklungsstufen

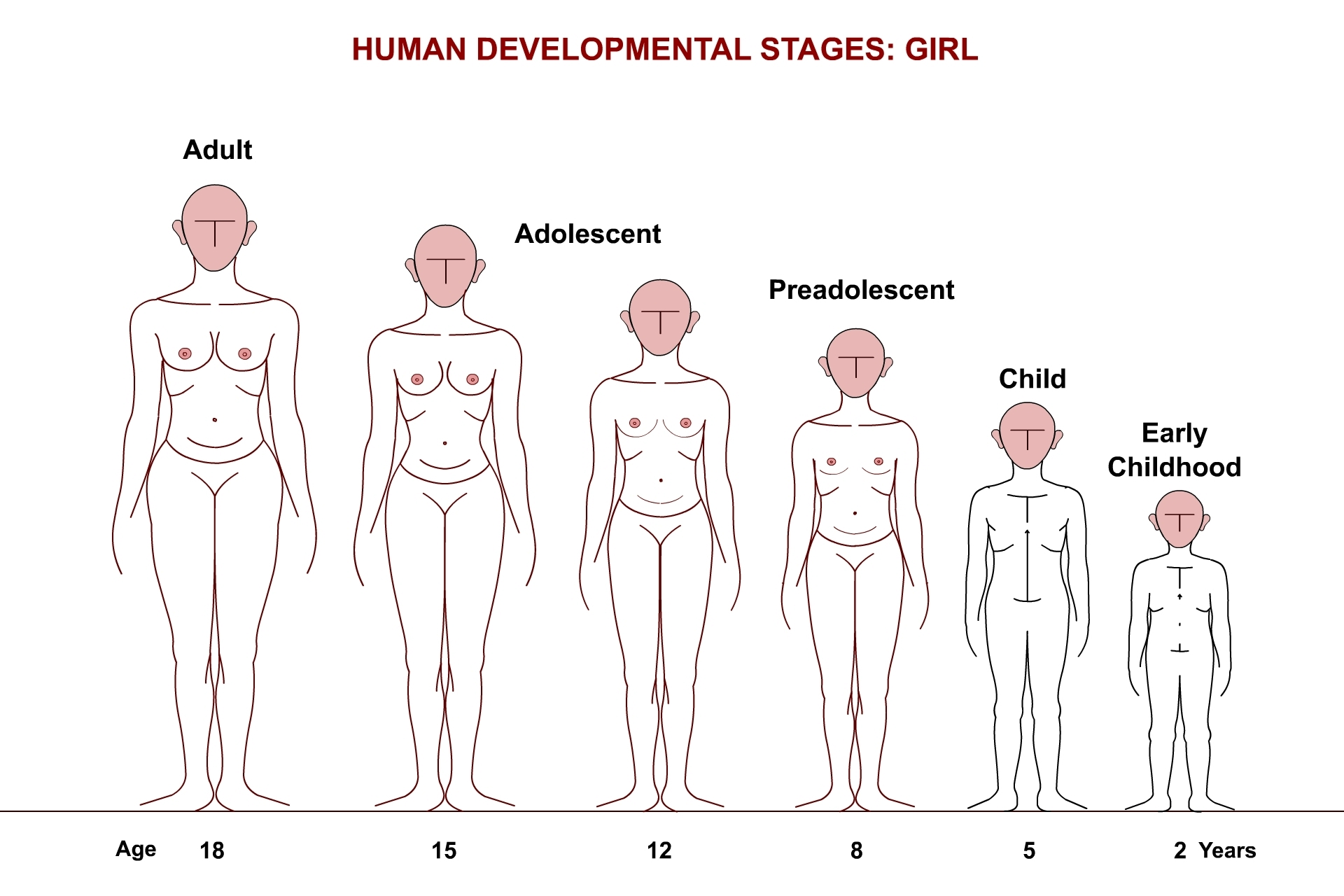
Diagramm der physiologischen Entwicklungsstufen beim weiblichen Geschlecht

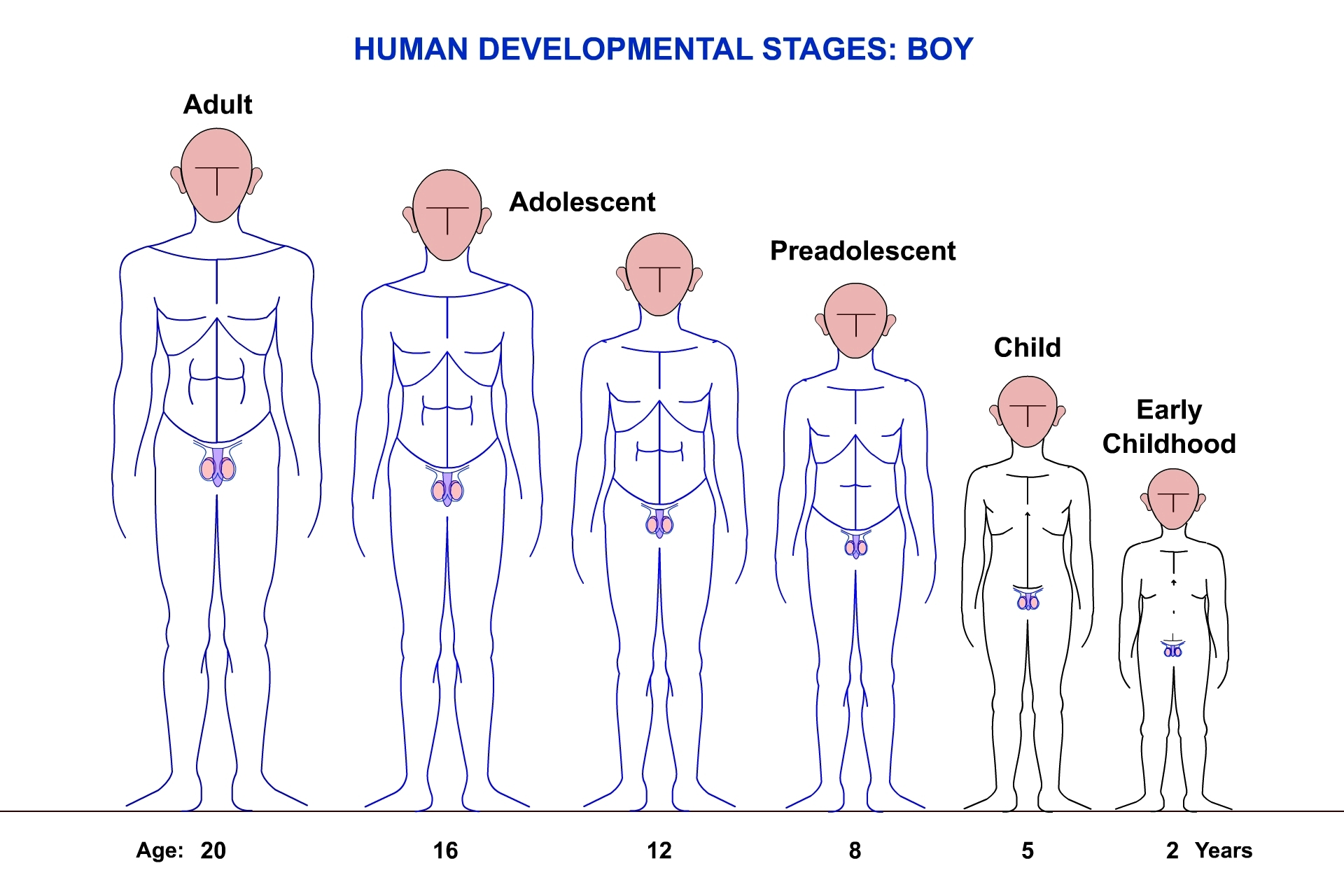
Diagramm der physiologischen Entwicklungsstufen beim männlichen Geschlecht

Allgemein werden in der Entwicklungspsychologie nach dem Stand der biologischen, psychischen und sozialen Entwicklung folgende Entwicklungsabschnitte unterschieden: Neugeborenes (die ersten vier Wochen), Säuglingsalter (1. Lebensjahr), Kleinkindalter (2. und 3. Lebensjahr), frühe Kindheit (4.–6. Lebensjahr), mittlere Kindheit (7.–10. Lebensjahr) und späte Kindheit (11.–14. Lebensjahr). Daraufhin folgt die Phase der Adoleszenz. Meist wird die doppelte Geburtslänge im 4. Lebensjahr erreicht.
Mit den Entwicklungsstufen verbindet man in der Entwicklungspsychologie häufig auch die Vorstellung von Entwicklungsaufgaben. Das sind Aufgaben, die Kinder (Menschen) dem Alter entsprechend bearbeiten und lösen müssen, um ein soziales Dasein in der nächsthöheren Stufe bestreiten zu können (Robert J. Havighurst; siehe, vor allem dazu: Rolf Oerter/Leo Montada: Entwicklungspsychologie). Altersstufen haben ihre entsprechenden Entwicklungsaufgaben, die zur Bearbeitung für jeden anstehen.
Siehe auch:
- Kinderspiel
- Malentwicklung
- Schulkind, Teenager, Jugend

## Kindheit im Wandel der Geschichte

### Urgeschichte
Spuren einer Kindheitsphase sind aus der Steinzeit bislang nur wenige bekannt, da archäologische Nachweise hierfür schwierig sind. Belege für Kinderspiel bieten jungpaläolithische Felsbilder mit kindlichen Fingerabdrücken aus der Höhle von Rouffignac, die zeigen, dass Kinder hier spielerisch ihre Spuren hinterließen. Weitere Indizien gibt es mit figürlichen Grabbeigaben in Kindergräbern, wie das geschnitzte Pferdchen in der jungpaläolithischen Doppelbestattung zweier Jugendlicher von Sungir (Russland). Hierbei kann es sich – statt um Spielzeuge – jedoch auch um Totem-Objekte handeln, wie das für die mehr als 30.000 Jahre alten Elfenbeinfiguren aus der schwäbischen Vogelherdhöhle vermutet wird. Dasselbe gilt für kleine Tierfiguren aus gebranntem Löss, die in den archäologischen Fundplätzen Krems-Wachtberg, Pavlov und Dolní Věstonice gefunden wurden.
Miniaturgegenstände der europäischen Jungsteinzeit werden zuweilen als Spielzeuge gedeutet, wie die Miniaturaxt vom Motzenstein (Oberfranken), die aus der Schnurkeramischen Kultur stammt.

### Griechische Antike
Konzepte einer allgemeinen Erziehung der Kinder kommen erst mit der griechischen und römischen Antike auf – zumindest soweit es überlieferte Quellen hergeben. Ein besonders drastisches Beispiel liefert der griechische Stadtstaat Sparta. Die dort herrschende Kriegerkaste hatte ein Interesse daran, abgehärtete Kämpfer heranzuziehen. Die Grundsätze dieser spartanischen Erziehung soll der legendäre Gesetzgeber Lykurg gelegt haben; sie bezogen sich aber nicht auf alle Einwohner Spartas, sondern auf die höheren Stände: historisch zunächst auf vollbürgerliche Spartiaten. Demnach wurden die kräftigsten Männer und Frauen ausgewählt, um gemeinsam Nachwuchs zu zeugen. Ein älterer Mann durfte dazu seine Frau auch einem anderen (jüngeren) Mann geben und anschließend das Kind als sein eigenes anerkennen.
Schon früh wurden die so gezeugten Kinder im Spiel und in der Gymnastik gestählt. Ammen kümmerten sich um ihre Erziehung. Der Dichter Plutarch berichtet: „Die Ammen gewöhnten die Kinder daran, mit jeder Speise vorliebzunehmen und alleingelassen selbst im Dunkeln ohne Furcht zu bleiben.“ Mit zwölf Jahren verließen die Jungen das Elternhaus und wurden in Jugendkasernen von älteren Jungen aufgezogen. Prügelstrafen waren üblich. Die jungen Kadetten mussten ohne Decken schlafen und wurden im Kampf unterrichtet. Nach dem Abschluss dieser Schulung gingen die Jungen in die Obhut eines erfahrenen Mentors über, gewöhnlich ein älterer Kämpfer. Dieser lehrte seinen Knappen das Kriegerhandwerk. Diese bis zum 18. Lebensjahr währende Einführung schloss auch sexuelle Beziehungen zwischen Meister und Schüler ein.
Auch den Mädchen wurde eine harte Erziehung zuteil. Sie sollten abgehärtet werden, um gesunde, kräftige Kinder zu gebären. Griechen aus anderen Stadtstaaten fiel vor allem die leichte Bekleidung der spartanischen Gymnastinnen auf, die als „Schenkelzeigerinnen“ verspottet wurden. Selbstbestimmungsrechte hatten weder Jungen noch Mädchen, ebenso wenig die Eltern, wohl aber das Recht auf, ja die Pflicht zur Bildung. Die Kinder gehörten laut Lykurgs Ausführungen dem Staat. Allerdings: Auch die ganze Klasse der Heloten als tiefste integrale soziale Gruppierung des lakedaimonischen Staats war Staatsbesitz. Diese Gruppe hatte einen sklavenähnlichen Status, wich aber durch verschiedene Eigenheiten von den damals verbreiteten Sklavengruppierungen der Kauf-, Beute- und Schuldsklaven ab.
Anders ging es in Athen zu. Ein Zitat des Athener Philosophen Sokrates (469–399 v. Chr.) lässt zumindest darauf schließen: „Die Kinder von heute sind Tyrannen. Sie widersprechen ihren Eltern, kleckern mit dem Essen und ärgern ihre Lehrer.“ Züchtigungen waren aber auch in Athen an der Tagesordnung. So empfiehlt der Philosoph Platon (427–347 v. Chr.), ungehorsame Kinder „mit Drohungen und Schlägen wie ein Stück verzogenes Holz“ zurechtzubiegen. Kinder, die ungewollt oder missgestaltet waren, wurden ausgesetzt. Beispiele dafür finden sich auch in griechischen Tragödien, wie etwa Ödipus beweist.
Die Griechen werden gemeinhin als Erfinder der allgemeinen Schule angesehen. Diese war aber zumeist – wie in Athen – männlichen Bürgerkindern vorbehalten. Diese kamen mit sieben Jahren in die Schule, die meist von einem einzelnen Lehrer abgehalten wurde. Fächer waren Schrift und Mathematik, Lyrik und Sport. Die Schulzeit dauerte in der Regel bis zum 16. Lebensjahr. Ältere Schüler wurden von Philosophen und Sophisten in Rhetorik und Naturwissenschaften weitergebildet. Diese verlangten für ihre Vorträge Geld. Herrscherkinder wie Alexander der Große wurden von berühmten Lehrern erzogen. Alexanders Lehrmeister war beispielsweise Aristoteles (384–322 v. Chr.). Mädchen wurden zu Hause aufgezogen, Zugang zur Schule hatten sie in den meisten klassischen griechischen Staatswesen, außer in Sonderfällen als Töchter von Angehörigen der Eliten oder von Philosophen - nicht.  In Sparta allerdings durchliefen die Mädchen – in völligem Gegensatz zu den anderen griechischen Stadtstaaten – eine vom Staat organisierte Ausbildung. Diese war allerdings etwas weniger stark auf körperliche Ertüchtigung ausgerichtet als die Ausbildung der Jungen.
Die Beziehung zu den Eltern war nicht immer innig. Wer es sich leisten konnte, betraute Ammen und Sklaven mit der Aufzucht des Nachwuchses. In ihrer Obhut war eine unbeschwerte Kindheit aber durchaus möglich. Das belegen Vasenbilder mit spielenden Kindern und überlieferte Fabeln für den Nachwuchs. Sklavenkinder hatten ebenso wenig zu erwarten wie der Nachwuchs zugereister Fremder, die in Athen nicht das Bürgerrecht genossen.

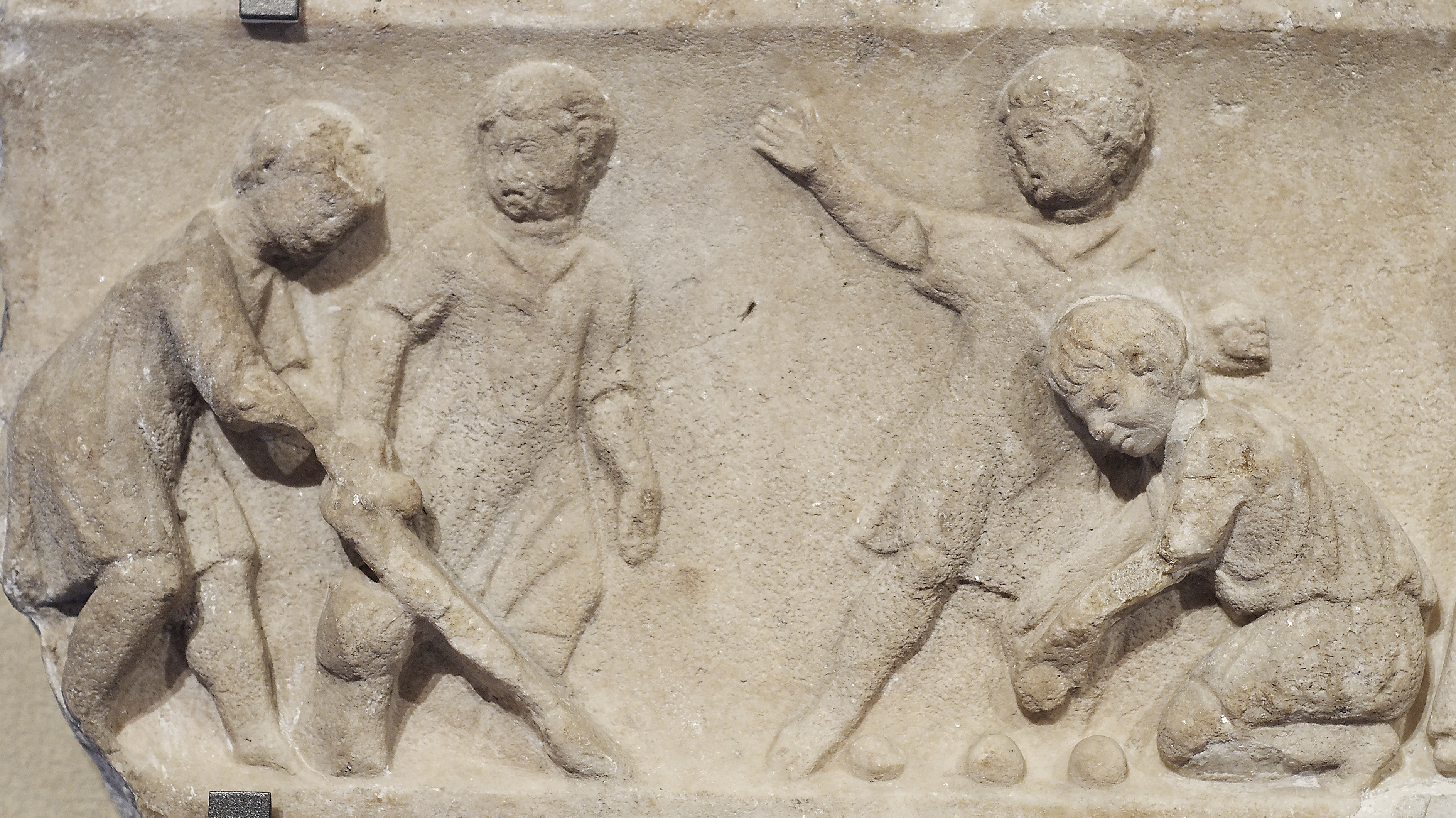
Spielende Kinder, römisches Relief, 2. Jh. nach Chr.

### Römisches Reich
Viele Aspekte der griechischen Erziehung finden sich auch im antiken Rom wieder. Die Römer holten sich nach der Eroberung Griechenlands zahlreiche griechische Lehrer für ihre Kinder ins Haus oder schickten den Nachwuchs auf griechische Schulen. So finden sich auch viele Aspekte des griechischen Familienlebens in Rom wieder. Rechte hatte nur der pater familias, das männliche Familienoberhaupt. Er ließ sich nach der Geburt das Neugeborene bringen und entschied, ob er es als sein Kind annahm oder nicht. Ausschlusskriterien waren dabei nicht nur körperliche Missbildungen, sondern auch rein praktische Erwägungen, etwa, ob der Vater es sich leisten konnte, noch ein Mädchen aufzunehmen, für dessen Heirat später eine Mitgift gezahlt werden musste. Kindesaussetzungen waren gerade bei armen Familien auch ein einfaches Mittel, um die Familiengröße zu beschränken. Die abseits gelegenen Plätze, an denen ungewollte Kinder ausgesetzt wurden, waren allgemein bekannt. Kinderlose Frauen konnten dort ungewollte Babys an sich nehmen. Waisen, die weniger Glück hatten, wurden von Unternehmern als billige Arbeitskräfte aufgenommen. Auch Bordelle fanden dort Nachwuchs. Selbst die Gründer Roms, Romulus und Remus waren der Sage nach ausgesetzt und von einer Wölfin gesäugt worden.
Hatte der Vater ein Kind angenommen, hängte man ihm die bulla, ein Amulett um, das es vor Schaden schützen sollte. Die Kindersterblichkeit war hoch. Das drückte den Altersschnitt. Wer das fünfte Lebensjahr überstand, hatte aber große Chancen, 60 Jahre und älter zu werden. Zum Ausgleich der hohen Kindersterblichkeit waren große Familien mit sechs bis sieben Kindern üblich. Wie in Griechenland waren auch in Rom Ammen beliebt. Sie kamen meist aus dem Sklavenstand und kümmerten sich auch dann noch um das Kind, wenn es nicht mehr die Brust bekam. Zur Ernährung der Kleinkinder setzte man auf Ziegenmilch. Körperliche Züchtigung war üblich. 374 wurde erstmals ein Gesetz erlassen, das die Kindestötung verbietet. Diese neue Idee fand in den folgenden Jahrzehnten allerdings wenig Beachtung.

### Mittelalter
Mit der Ausbreitung des Christentums in Europa setzte sich ein durchaus zwiegespaltenes Verhältnis der Gesellschaft zu Kindern durch. Zwar waren Kinder durchaus weiter gewollt und willkommen. Schließlich galt die Zeugung von Nachwuchs als höchstes Ziel der christlichen Ehe. Zugleich wuchs aber auch die Skepsis gegenüber Neugeborenen und Kleinkindern. Der Kirchenvater Augustinus von Hippo (354–430) wies darauf hin, dass Säuglinge in Sünde geboren werden, da sie der sündigen Fleischeslust von Mann und Frau entspringen. Sie seien mit der Erbsünde Adams und Evas behaftet. Zudem sind sie laut, launisch, eifersüchtig und triebhaft. „Schwach und unschuldig sind nur die kindlichen Glieder, nicht des Kindes Seele“, schreibt Augustinus. Der verbreitete Aberglaube ging davon aus, dass der Teufel und Feen versuchen, Besitz von Säuglingen zu ergreifen.
Deshalb legte man größten Wert darauf, dass die Kinder spätestens nach einer Woche getauft wurden. Säuglinge, die nach oder während der Geburt zu sterben drohten, sollten ebenfalls noch rasch getauft werden. Die Nottaufe durfte jeder Erwachsene vollziehen. Ungetaufte Kinder kamen nach mittelalterlicher Auffassung in den Limbus.

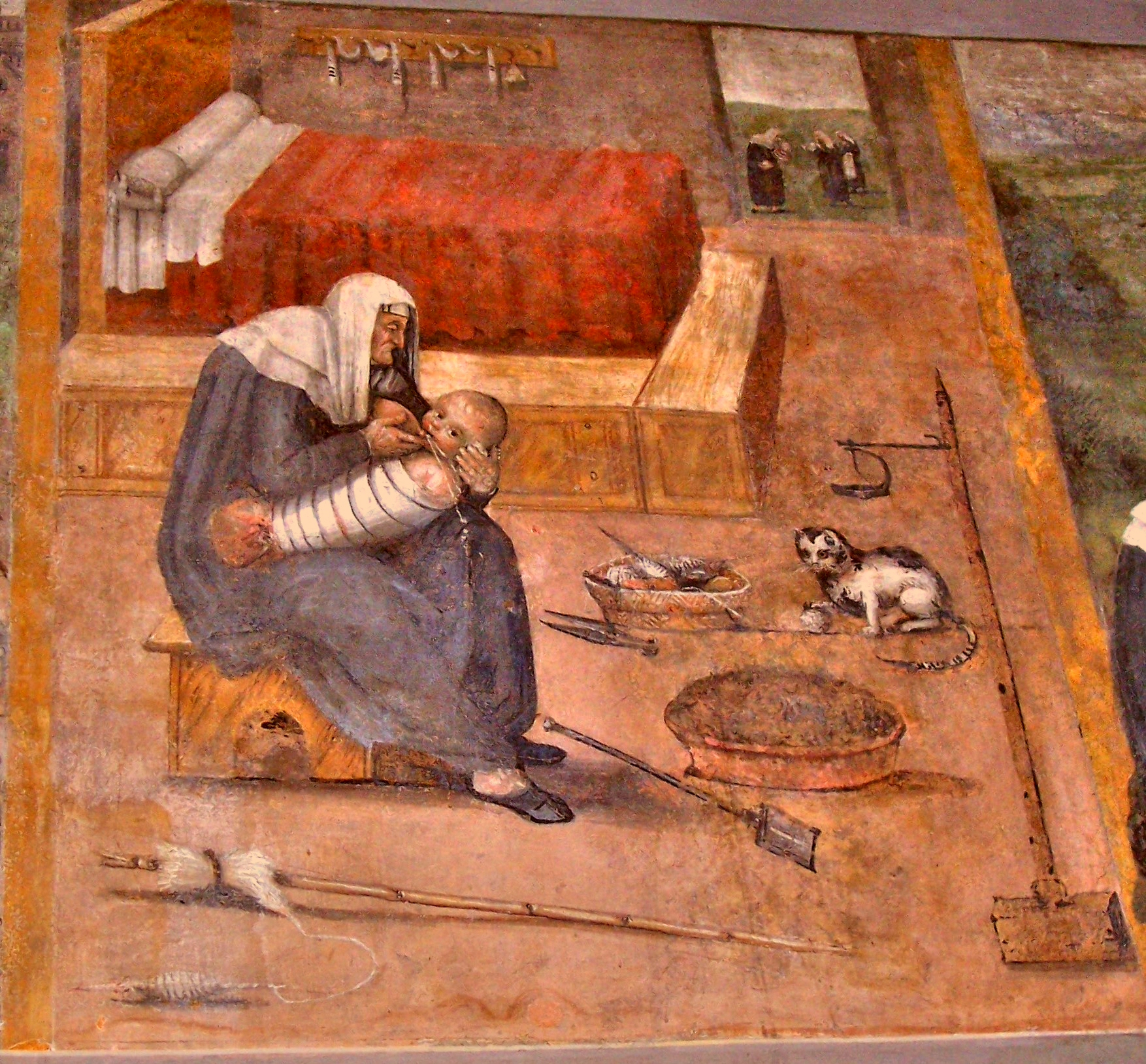
Amme mit Wickelkind, 15. Jh.

Weit verbreitet war das Wickeln des gesamten Körpers von Säuglingen in den ersten sechs Lebensmonaten. Gerüchte besagten, dass sich die Kleinen bei frei beweglichen Händen ansonsten die Augen auskratzen, Knochen verrenken oder Ohren abreißen würden. Anstelle von Schnullern kannte man im Mittelalter sogenannte „Lutschbeutel“, die mit Mohn gefüllt waren, was das Schlafbedürfnis der Säuglinge förderte. Verbreitet war auch die Praxis, Kindern möglichst viel zu essen zu geben. Das entsprach der Erfahrung häufig drohender Hungersnöte. Kindern, die in guten Zeiten viel zu essen bekamen, traute man eher zu, schlechte Zeiten zu überstehen.
Ammen waren auch im Mittelalter weit verbreitet. Begüterte Familien leisteten sich eine eigene Amme. Wer weniger Geld hatte, gab das Kleinkind einer Amme, die gleich mehrere Kinder zu stillen hatte. In adeligen Kreisen ging das mancherorts sogar so weit, dass Kinder die ersten beiden Lebensjahre komplett bei einer Amme verbrachten und erst dann zu ihren Eltern zurückkehrten. Das erleichterte es den Müttern, in rascher Folge Kinder zu bekommen, was wegen der hohen Kindersterblichkeit nach wie vor Ziel war. Gleichwohl gab es aber auch Versuche, die Familiengröße zu begrenzen. Abtreibung, Aussetzung und Kindstötung waren nicht selten. Im süddeutschen Raum herrschte angeblich das Ertränken ungewollter Säuglinge vor. Im norddeutschen Raum kam es häufiger zu Lebendigbegrabungen mit Pfählung. Das sollte verhindern, dass die Geister der Toten zurückkehrten. Verlässliche Aussagen zur Häufigkeit solcher Vorfälle gibt es allerdings nicht.
Das Recht über die Kinder hatte der Vater. Er hatte für seinen Nachwuchs zu sorgen, auch wenn er einer unehelichen Beziehung entsprungen war (siehe Kind und Kegel). So war es gerade in Städten nicht unüblich, dass im Haushalt eine Reihe von Kindern lebte, die der Vater mit verschiedenen Frauen gezeugt hatte. Uneheliche Mütter konnten den Vater ihres Kindes sogar vor einem Kirchengericht auf Unterhalt (Alimente) verklagen. Im 15. Jahrhundert galt es vor allem im französischen Hochadel gar als modisch, zahlreiche Bastarde zu zeugen. Diese konnten durchaus herausragende Positionen in Kirche und Militär erlangen. Eheliche Kinder erhielten jedoch stets den Vorzug. Gleichwohl gab es auch im Mittelalter Waisenhäuser, die solche Kinder aufnahmen, die keinen Anschluss fanden.
Die Kindheit teilte sich im Mittelalter generell in drei Phasen: infantia, puertia und adolescentia. Jede dauerte ungefähr sieben Jahre. Die Ersten sieben Jahre verbrachte der Nachwuchs zu Hause. Sie sind am ehesten mit heutigen Vorstellungen von Kindheit zu vergleichen. Die Kleinen wurden zuhause von ihren Eltern erzogen und noch weitgehend aus den häuslichen Pflichten herausgehalten.
Mit sieben Jahren stand die endgültige Entscheidung an, ob der Sohn einen kirchlichen oder weltlichen Weg einschlagen sollte. In jedem Fall stand mit sieben der Beginn der Schulzeit oder Ausbildung an. Auch in den Waisenhäusern ließ man Kindern bis zum siebten Lebensjahr Fürsorge zuteilwerden. Mit sieben waren sie dann aber auf sich alleine gestellt. In vielen Bauern- oder Handwerkerfamilien war es allerdings auch schon mit vier bis fünf Jahren für Kinder an der Tagesordnung, ihre Mutter bei den täglichen Pflichten zu entlasten. Ab dem siebten Lebensjahr übernahm dann der Vater die Ausbildung seiner Söhne. Töchter wurden in der Regel auf das Führen des Haushalts hin ausgebildet. Allerdings gab es gerade in jungen Jahren sehr viele Tätigkeiten, die Jungen wie Mädchen gleichermaßen zu verrichten hatten. Später mussten schließlich auch die Frauen auf dem Feld mitarbeiten.
Ziel der Erziehung sollte der fromme, im Dienst Gottes lebende Mensch sein. Dabei gehörte Züchtigung durchaus zu einem gebräuchlichen Mittel der Erziehung. Auf bildlichen Darstellungen von Lehrern findet sich häufig die Rute als wichtigstes Attribut. Der heilige Augustinus soll im Alter von 62 Jahren gesagt haben, er wolle lieber den Tod erleiden, als nochmals in die Schule zu gehen. Auch im Elternhaus war die Züchtigung wohl verbreitet. So schreibt Berthold von Regensburg 1260 in seinen Predigten: „Von der Zeit an, wenn das Kind die ersten bösen Worte spricht, sollt ihr ein kleines Rütlein bereithalten. Ihr sollt es aber nicht mit der Hand an den bloßen Schläfen schlagen, sonst könntet ihr es zu einem Toren machen.“
Schulen waren im frühen Mittelalter private Einrichtungen, für die Schulgeld bezahlt werden musste. Dorfpfarrer gaben gewöhnlich aber ein bis zwei begabten Kindern kostenlosen Unterricht. Zum Ausgleich waren die Kinder zu Ministrantendiensten in der Kirche oder zur Haushaltshilfe bei ihrem Lehrer verpflichtet. Unterrichtssprache war zunächst Latein. Erst ab dem 13. Jahrhundert kam Unterricht in Volkssprache auf. Mit dem dritten und vierten Laterankonzil erleichterte sich zudem der Zugang zu kirchlichen Schulen. Kindern ärmerer Familien wurde das Schulgeld erlassen. Unterrichtsinhalt war Lesen, Schreiben und ein wenig Mathematik. Begabte Schüler oder solche von reichen Familien konnten nach der Elementarschule höhere Lateinschulen besuchen. Ziel war hier vor allem das flüssige Erlernen der Gelehrtensprache Latein. Erst ab dem 16. Lebensjahr war der Besuch einer Hochschule üblich. Dies war aber nur sehr wenigen vorbehalten.
Neben der weltlichen war auch eine kirchliche Laufbahn für Kinder möglich. Vor allem reiche und adlige Familien gaben häufig eines oder mehrere ihrer Kinder in ein Kloster. Dafür wurden vor allem Jungen ausgewählt, die zu schwach für eine Ritterausbildung erschienen. Oft waren es auch jüngere Geschwister, die keine Aussicht mehr auf einen Teil des Erbes hatten. Auch Mädchen wurden ins Kloster gegeben, wenn sie nicht für eine Heirat vorgesehen waren. Für solche Novizinnen mussten die Eltern eine Mitgift zahlen. Sie fiel aber kleiner aus als bei einer Eheschließung.  Auch die Ausbildung zum Priester blieb meist den Sprösslingen des Adels oder der städtischen Bevölkerung vorbehalten. Schon mit sieben Jahren konnten Kinder die ersten, niederen Weihen empfangen.

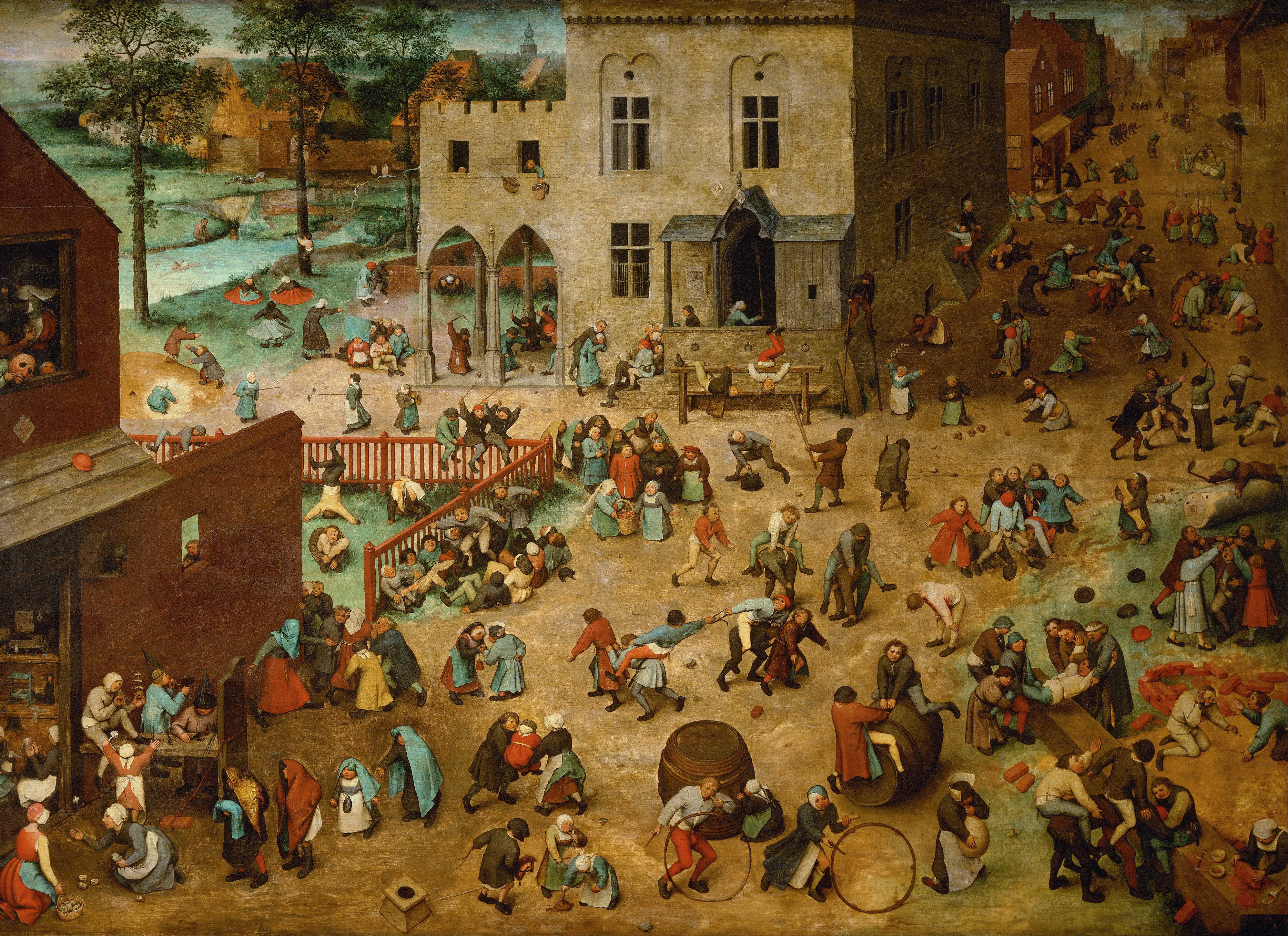
Pieter Bruegel: Die Kinderspiele, 1560

Es gab aber auch angenehme Seiten der Kindheit im Mittelalter. So gibt es viele Hinweise auf Spielzeuge, die den Kindern zugänglich waren. In schriftlichen Quellen wird aber immer wieder auf „geziemende“ Spiele hingewiesen, die auf keinen Fall „unsittlich“ sein dürfen. Weit verbreitet dürfte das Steckenpferd gewesen sein. Auch für Ball-, Fang und Tanzspiele gibt es Belege. Original erhaltene Spielzeuge sind im Wesentlichen Puppen und Figuren aus Ton. Sie fanden sich nicht nur in herrschaftlichen Anwesen, sondern auch in Städten und Dörfern. Auch das Murmelspiel mit Tonkügelchen scheint beliebt gewesen zu sein. In einer Nürnberger Polizeiordnung aus dem 14. Jahrhundert ist derartiges „Wälzen“ und das Herumschießen von kleinen Geldstücken verboten. Offenbar waren solche Spiele aber auch bei den Erwachsenen beliebt.

## Kindheit als soziale Konstruktion
Kindheit ist in vielen Kulturen durch Erwerbsfreiheit und Lernen gekennzeichnet, wobei die Rechte der Kinder auf Schutz, Erziehung und Entfaltung ihrer Persönlichkeit ausgebaut werden. In der Kindheitsforschung setzt sich zunehmend die Auffassung durch, dass Kinder nicht mehr nur „Menschen in Entwicklung“ seien, sondern auch „Personen aus eigenem Recht“. Entwicklung wird als Metapher der Bevormundung zurückgewiesen, da durch sie Kindheit zu einem Übergangsstadium zum Erwachsensein reduziert werde. Die subjektiven Bedürfnisse, Wünsche und Interessen des Kindes werden hervorgehoben.

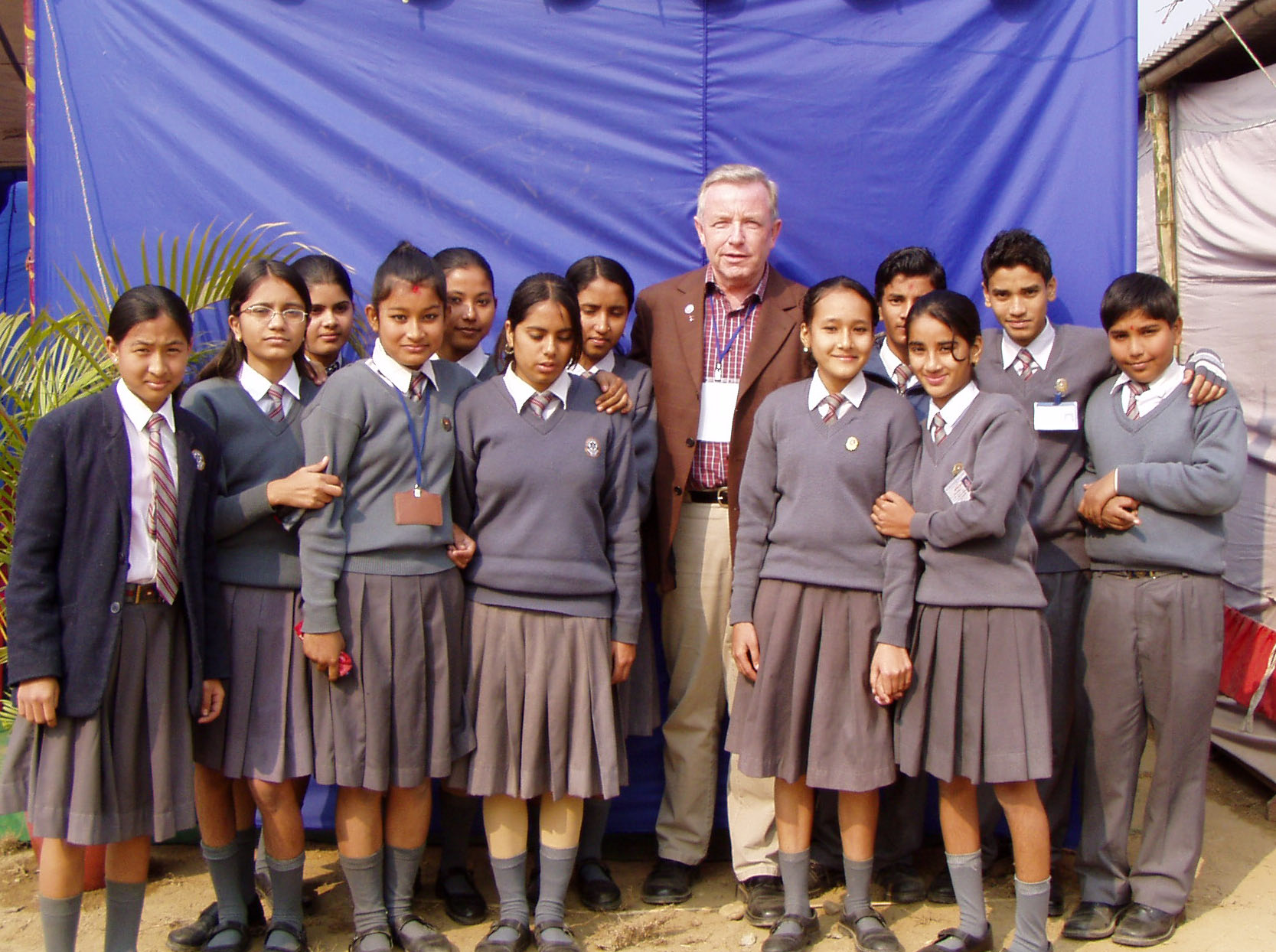
Jungen und Mädchen mit Schuluniform in einer englischen Schule in Nepal

Hinter dem Wandel der Einschätzungen stehen laut Zinnecker zwei Leitideen: Partizipation und Glaubwürdigkeit. Da es dem progressiven (Selbst-)Verständnis einer demokratischen Gesellschaft widerspräche, wenn ganze Bevölkerungsgruppen von der politischen Gestaltung ausgenommen werden, sei es nur natürlich, dass die Bemühungen, die Gruppe der Kinder in diese einzubeziehen, stärker werden. Kinder werden außerdem zunehmend als „Autoritäten in eigener Sache“ (3) betrachtet. Es werden beispielsweise nicht mehr nur erwachsene Experten des Kinderlebens befragt, sondern Kinder werden selbst in Untersuchungen einbezogen. Die Grundlage für diese Leitideen bildet vor allem die sich durchsetzende Vorstellung Kindheit als Konstruktion. „Konstruktionen von Kindheit sind soziale Repräsentationen, die durch die Werte, die eine Gesellschaft Kindern zumisst, die Meinungen, die sie über Kinder hat usw. geschaffen werden“.
Glogger-Tippelt & Tippelt (1986) begründen die Betrachtung von Kindheit als soziale Konstruktion anhand von zwei Argumenten. Eine Erklärung sehen sie darin, dass unterschiedliche historische Epochen verschiedene Vorstellungen von Kindheit und kindlicher Entwicklung hervorgebracht haben. Ein zweites Argument sehen sie in den unterschiedlichen Vorstellungen von Kindheit und kindlicher Entwicklung in verschiedenen Kulturen.

## Lage der Kinder in den Industrieländern

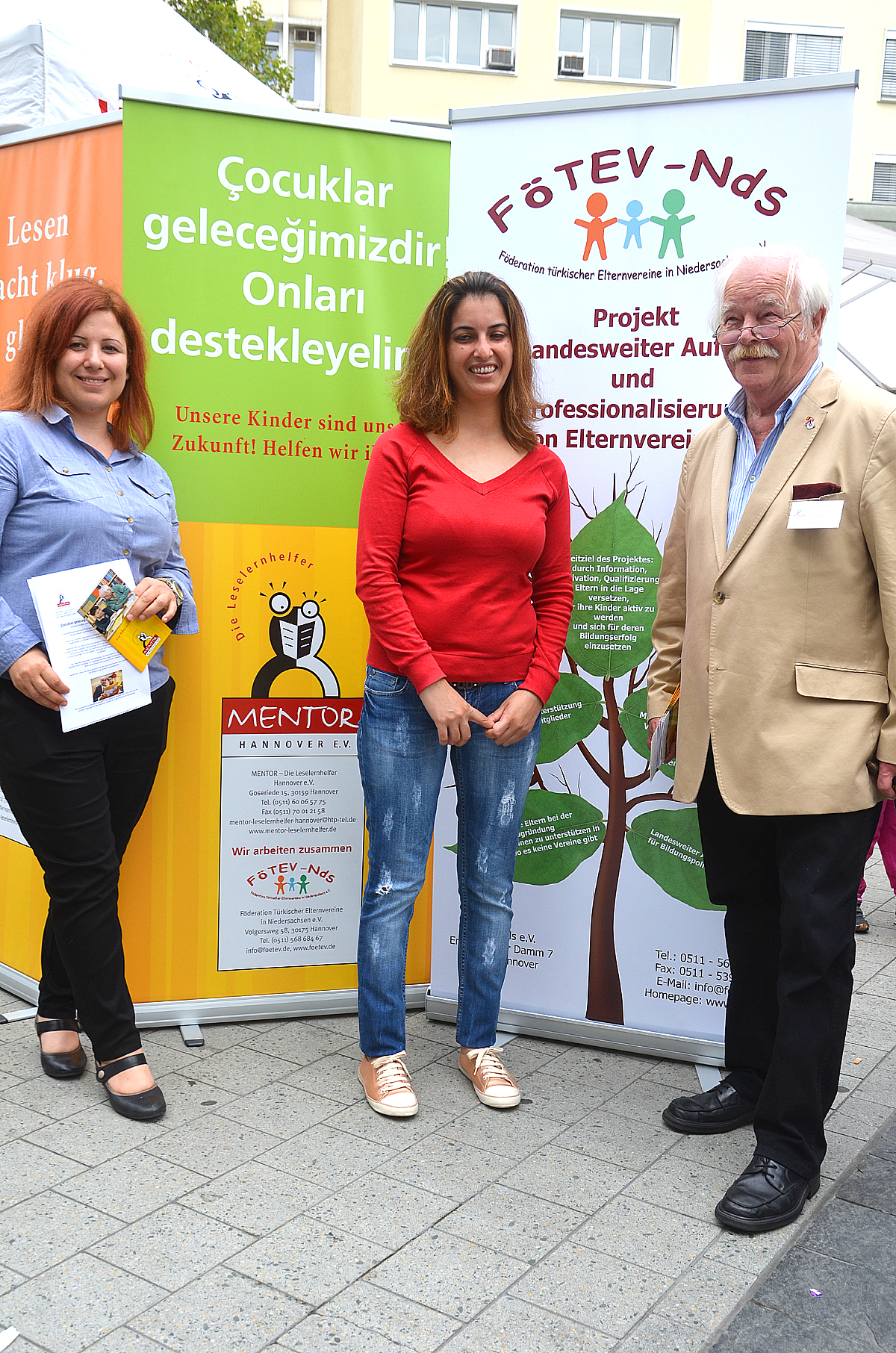
„Unsere Kinder sind unsere Zukunft!“ („Çocuklar geleceğimizdir, onları destekleyelim“); Gemeinsamer Informationsstand der Föderation Türkischer Elternvereine in Deutschland (FÖTEV, hier die niedersächsische) mit Mentor – Die Leselernhelfer Hannover;
2015 beim „Entdeckertag der Region Hannover“

2007 legte die UNICEF eine internationale Studie zur Lage der Kinder in 21 Industrieländern vor. Am günstigsten wurde die Lage in den Niederlanden beurteilt, auf den letzten Plätzen landeten die Vereinigten Staaten (Platz 20) und Großbritannien (Platz 21). Deutschland belegte Platz 11. Neben der materiellen Situation wurden die Gesundheit, Bildung, Beziehungen zu Eltern und Gleichaltrigen, Lebensweise und Risiken sowie die eigene Einschätzung der Kinder und Jugendlichen berücksichtigt. Zur Kinderarmut wurde der Prozentsatz der Kinder ermittelt, die in Haushalten leben, deren Einkommen unter 50 % des Median-Einkommens liegt.

„Mehr als die Hälfte der 15-jährigen Deutschen sagen, dass ihre Eltern kaum Zeit haben, sich mit ihnen zu unterhalten. In Ungarn und Italien machen nur etwa ein Viertel der Jugendlichen diese Erfahrung. Deutsche Eltern reden offenbar besonders selten mit ihren Kindern – Deutschland liegt in dieser Hinsicht auf dem letzten Platz.“

Studien zufolge hat sich im deutschsprachigen Raum sowie auch international eine Entwicklung von einer weitgehend ungeplanten Kindheit (Straßenkindheit) hin zu einer verhäuslichten, verplanten Kindheit (verhäuslichte Kindheit, verinselte Kindheit, Terminkindheit) vollzogen. Diejenigen Kinder, deren Freizeit mit speziellen Bildungsangeboten gefüllt ist, eignen sich neben konkreten Fertigkeiten und Kenntnissen in Sport, Sprachen oder Kunst auch kommunikative Fähigkeiten, ein erhöhtes Selbstwertgefühl und insgesamt das Gefühl des Empowerment an; Studien zufolge sind hingegen bei Kindern mit vorstrukturierter, durchorganisierter Kindheit die Fähigkeit zur Gestaltung der eigenen Zeit sowie die Dauerhaftigkeit sozialer Beziehungen tendenziell geringer.

## Nutzung technischer Geräte
In den letzten Jahren zeigte sich, dass die Nutzung von technischen Geräten in der frühen Kindheit stetig zugenommen hat. Bereits in jungen Jahren besitzen Kinder zunehmend ein mobiles Endgerät. 2014 lag die gelegentliche Smartphone-Nutzung von Kindern im Alter von 6–7 Jahren bei 20 %, im Jahr 2017 bei 38 % und 2019 bei 54 %, weil von den 12-13-Jährigen bereits 95 % ein eigenes Smartphone und 51 % einen eigenen Computer besitzen. Eine Studie zeigt 2020, dass Kinder, die höchstens 6 Jahren alt sind, im Durchschnitt das erste Mal im Alter von 12 Monaten mit einem internetfähigen Gerät in Kontakt kommen. Dabei erfüllen die Geräte unterschiedliche Nutzen. Mit 73 % verwenden die meisten Kinder technische Geräte, um Videos anzuschauen, 61 % gucken sich Fotos an und 58 % hören Musik. Ungefähr die Hälfte beschäftigt sich mit Spielen (51 %).

### Vorteile
Die Nutzung internetfähiger Geräte bringt einige Vorteile mit sich, die meisten beziehen sich auf eine verbesserte Sprachkompetenz und Lernfähigkeit. Beispielsweise können interaktive Videos auf Tablets die Fähigkeit, Wörter zu lernen, im Vergleich zu nicht-interaktiven Videos erhöhen. Insgesamt stellen Tablets eine sehr gute Interaktionsmöglichkeit dar. Obwohl Kinder über begrenzte motorische Fähigkeiten verfügen, können sie sich gut mit diesen auseinandersetzen. Nicht nur Videos, sondern auch interaktive E-Books helfen, sowohl in auditiver als auch in visueller Form, die Fähigkeit von Kleinkindern, Geschichten zu erzählen, zu erhöhen. E-Books stellen außerdem ein Vorteil für Kinder mit Lernschwäche dar. Sie können den Wortschatz verbessern und die phonologische Bewusstheit stärken. Bereits eine Studie aus dem Jahr 2003 konnte zeigen, dass „voice-narrated“-Bücher die phonologische Bewusstheit von Vierjährigen verbessern.
Es sind bereits sehr viele verschiedene Lern-Apps auf dem Markt. Neben der stets kritisch zu betrachtenden Qualität von Lern-Apps, sprechen einige Befunde jedoch für die Nutzung. Die Mehrheit dieser Apps fokussieren sich auf die grundlegenden Lese- und Schreibfähigkeiten. Lern-Apps können unter anderem den Wortschatz von Kindern verbessern.
Auch aus Elternsicht wird die Nutzung technischer Geräte zum Großteil als sinnvoll erachtet. 74 % stimmen der Aussage zu, dass Kinder schnell und intuitiv lernen und dies auch im Umgang mit digitalen Medien genutzt werden sollte.
Kinder mit motorischer oder geistiger Behinderung sowie einer Hör- oder Sehbehinderung können von der Nutzung technischer Geräte, wie beispielsweise Tablets, ebenfalls profitieren. Die Nutzung kann die Konzentrationsfähigkeit immens verbessern. Wenn die Konzentrationsdauer bei nur 5–10 Minuten lag, kann diese durch eine gezielte Nutzung technischer Geräte auf bis zu 30 Minuten gesteigert werden. Außerdem kann es zu einer Verbesserung der generellen Aufmerksamkeit und der sozialen Interaktionsfähigkeit kommen sowie zu einem reduzierten Selbstgefährdungspotential. Auch bei Kindern mit Verhaltensstörungen erwies sich ein Training mit speziell entwickelten Apps als positiv.

### Nachteile
Die Nutzung technischer Geräte in der Kindheit ist andererseits auch mit Nachteilen behaftet. 17 % der Kinder zwischen 0 und 6 Jahren wurden bei der Nutzung digitaler Medien schon mit ungeeigneten Medien konfrontiert. Oft ist außerdem der „Pass-back“-Effekt zu beobachten, bei dem Kinder zwar kein eigenes Smartphone besitzen, aber die Eltern ihnen ihr eigenes reichen, um die Kinder zu beschäftigen. Obwohl dieser Effekt in vielen Situationen zu beobachten ist, haben Eltern selbst nicht zwingend eine positive Einstellung den Smartphones gegenüber. 70 % der Erziehungsberechtigten geben an, dass sie das Elterndasein nicht erleichtern. Die Gründe für die Besorgnis und weniger positive Einstellungen seitens der Eltern sind verschieden. Zum einen haben sie Ängste, dass ihre Kinder keine wichtige Soziale Kompetenz entwickeln. Zum anderen fällt es schwerer, die Aufmerksamkeit ihrer Kinder zu erlangen. Des Weiteren kommt die Angst dazu, dass ihre Kinder von Smartphones abhängig werden. Aus diesem widersprüchlichen Verhalten, dass die Eltern ihren Kindern früh Zugang zu technischen Geräten gewähren und trotzdem teilweise negativ über die Nutzung denken, kann es zu einem Spannungsverhalten kommen.
Die Smartphone-Nutzung kann im Allgemeinen zu Beeinträchtigungen des Schlafes führen. Eine erhöhte Touchscreen-Nutzung hängt signifikant mit einer geringeren Schlafdauer, weniger Nachtschlaf und erhöhtem Tagesschlaf, einer schlechteren Schlafqualität, erhöhter Einschlafzeit und einer kürzeren REM-Schlafphase zusammen. Außerdem ist das Schlafen in der Nähe eines eingeschalteten Geräts mit erhöhter Müdigkeit und einer schlechteren Schlafqualität verbunden. Im Allgemeinen gibt es unterschiedliche Mechanismen, die diese Veränderungen im Schlafverhalten begünstigen und herbeiführen können. Die verfügbare Zeit wird unter anderem für die Bildschirmnutzung verbraucht, anstatt zum Schlafen oder für andere Aktivitäten. Außerdem kann es zu psychologischen Stimulationen kommen, basierend auf den dargebotenen Medieninhalten. Ein weiterer wichtiger Faktor ist die Auswirkung des Lichts, das von den technischen Geräten ausgeht. Beispielsweise kommt es zu einer verringerten Melatoninproduktion, ausgelöst durch das kurzwellige Licht der Geräte und Pupillenlichtreaktionen. Dabei reagieren Kinder vermutlich empfindlicher auf die Auswirkungen von Licht als Erwachsene. Die genannten Faktoren, die zur Beeinträchtigung des Schlafes führen, sind nicht nur bei Kindern, sondern auch bei Erwachsenen zu beobachten. Dennoch ist der Schlaf besonders in der Kindheit sehr wichtig für die Entwicklung der Kinder. In Bezug auf die psychische Entwicklung kann ein Zusammenhang zwischen Schlafmangel bei Kindern und bestimmten Verhaltensstörungen festgestellt werden.
Außerdem gibt es einen Zusammenhang zwischen Schlafstörungen und Aufmerksamkeits-/ Hyperaktivitätsstörung, impulsivem Verhalten, Angstzuständen und Depressionen. Mehr und besserer Schlaf hängen mit besseren kognitiven Leistungen, mehr Aufmerksamkeit und einer besseren Konsolidierung zusammen. In Bezug auf die physische Entwicklung spielt Schlaf ebenfalls eine bedeutende Rolle. Die maximale Hormonausschüttung des Wachstumshormons erfolgt während des nächtlichen Schlafs und hat somit einen Einfluss auf die Größe und das Gewicht einer Person. Schlafmangel kann zu ungesundem und energiereichem Essverhalten und langfristig zu Übergewicht führen. Schlaf wirkt sich positiv auf die physische Gesundheit aus, beispielsweise in Form von weniger Erkältungen, schnellerer Antikörperbildung nach Impfungen und einem geringeren Risiko für Herzkreislauf- oder Stoffwechselerkrankungen.

## Soziale Situation in verschiedenen Ländern

### Deutschland

#### Kinderzahl
Die Kinderzahl ist die Anzahl der Kinder in einer Ehe oder die Anzahl der Kinder einer Person (aus mehreren Ehen plus nichteheliche Kinder).
Im Jahr 2005 lebten rund 12 Mio. Kinder in Deutschland. Im Jahr 2013 kamen in Deutschland 682.069 Kinder lebend zur Welt.
Für die Bevölkerungsgeschichte und die aktuelle Demografie ist besonders, nach Abzug der Kindersterblichkeit, die Zahl der Kinder wichtig, die selbst wieder heiraten, beziehungsweise das heiratsfähige Alter erreichen. Dafür, dass die Bevölkerung konstant bleibt, ist in Gesellschaften mit niedriger Sterblichkeitsrate wie in den europäischen eine zusammengefasste Fruchtbarkeitsziffer (TFR) von 2,1 notwendig. In Gesellschaften mit höherer Kindersterblichkeit ist eine höhere TFR notwendig.
In Europa ging die TFR von 1990 bis 2002 von 1,7 auf 1,4 zurück. In Deutschland lag sie im Jahr 2012 bei 1,40 und im Jahr 2013 bei 1,41.
Von den Kinderzahlen hängt auch die Wahrscheinlichkeit mit ab, mit der bestimmte Familien in Ahnenlisten auftauchen. Allgemein gilt, dass bis 1800 begüterte Familien auf dem Lande (Voll-Bauern, Müller) mehr Kinder hatten als Häusler und ländliche Familien mehr als städtische. Unterschiedliches Heiratsalter der Frauen, unterschiedliche Geburtenabstände und Unterschiede in der Fruchtbarkeit wegen oft unzureichender Ernährung beeinflussten die Zahl der geborenen Kinder.
Es liegen keine genauen Daten zur Kinderzahl der Frauen in Deutschland vor. Dies liegt daran, dass es in Deutschland aus Datenschutzgründen verboten ist, nach der Anzahl jemals geborener Kinder zu fragen. Stattdessen wird nach der Anzahl der Kinder im Haushalt gefragt. Dies ist problematisch, da nicht im Haushalt der Mutter lebende Kinder nicht erfasst werden.
Folgende Tabelle zeigt die Kinderzahlen im Haushalt bei 40-jährigen in Westdeutschland lebenden Frauen verschiedener Ausbildungsgruppen. Nicht im Haushalt lebende Kinder sind nicht erfasst. Außerdem werden nur minderjährige Kinder gezählt. Im Haushalt lebende Kinder über 18 Jahren werden nicht mitgezählt. Dies ist problematisch, da dadurch die Kinder junger Mütter aus dieser Statistik herausfallen, denn diese sind, wenn die Mutter 40 ist, schon erwachsen. Auch werden die Kinder, welche die Frau nach ihrem 40. Lebensjahr zur Welt bringt, nicht mitgezählt. So kann die Kinderlosigkeit – insbesondere gut ausgebildeter Frauen – überschätzt werden.
Zur Adoption freigegebene Kinder werden hier bei der Adoptivmutter gezählt und nicht bei der leiblichen Mutter. Kinder, die beim Vater aufwachsen, werden nicht mitgezählt. Genauso ist es mit Kindern in Heimen.
Idealer wäre eine Statistik, die die Zahl der jemals geborenen Kinder erfasst. Da dies jedoch aus Datenschutzgründen verboten ist, sind dies die genausten Zahlen, die die Wissenschaft hat:
| Ausbildungsabschluss      | 0 Kinder | 1 Kind | 2 Kinder | 3 und mehr Kinder |
| ------------------------- | -------- | ------ | -------- | ----------------- |
| ohne Abschluss            | 24,1 %   | 23,0 % | 31,0 %   | 21,9 %            |
| Anlern-/Lehrabschluss     | 25,4 %   | 26,2 % | 36,1 %   | 12,4 %            |
| Meister/Techniker         | 33,0 %   | 22,9 % | 33,6 %   | 10,4 %            |
| Fachhochschule/Hochschule | 42,2 %   | 21,7 % | 27,7 %   | 8,5 %             |

#### Kinder mit Migrationshintergrund
In Deutschland kamen im Jahr 2006 rund 30 % der Grundschüler aus Familien mit Migrationshintergrund, in Großstädten waren es 40 %. Grundsätzlich haben Kinder mit Migrationshintergrund sozial bedingt schlechtere Gesundheitschancen, auch die Mutter- und die Säuglingssterblichkeit sind erhöht sowie die Sterblichkeit von Säuglingen und Kleinkindern (um 20 %). Kleinkinder und Schulkinder sind durch Unfälle überdurchschnittlich stark gefährdet.
Kinder mit Migrationshintergrund zeigen signifikant schlechtere schulische Leistungen als Kinder ohne einen solchen Hintergrund, und zwar sowohl in der ersten als auch zumeist in der zweiten Einwanderergeneration. Allerdings sind einzelne Einwanderergruppen – vor allem europäische – schulisch ebenso erfolgreich wie Deutsche, teils sogar erfolgreicher. Laut einer Studie der Organisation für wirtschaftliche Zusammenarbeit und Entwicklung (OECD) ist der Leistungsunterschied zwischen zugewanderten und einheimischen Kindern unter anderem in Deutschland, Österreich, Frankreich und Schweden besonders groß – der Anteil der zugewanderten Schüler mit Grundkenntnissen in Naturwissenschaften, Lesen und Mathematik war um jeweils über 30 % geringer als bei den Schülern ohne Migrationshintergrund (vergleiche Schulische Erfolge bei Migrationshintergrund).

#### Schulpflicht und Beschulung
Für Kinder in Deutschland herrscht eine rechtliche Schulpflicht. Diese ist nicht im Grundgesetz (GG) oder einem anderen Bundesgesetz geregelt, sondern – als Ausdruck der Kulturhoheit der Länder – nur in den einzelnen Landesverfassungen.
Schulen in privater oder kirchlicher Trägerschaft bieten eine Alternative zur staatlichen Schule. Einige der nicht-staatlichen Schulen setzen bewusst auch auf alternative Unterrichtsmethoden wie Waldorfpädagogik oder Montessoripädagogik oder sind Internate. Die meisten Schulen in freier Trägerschaft erheben ein von den Eltern zu zahlendes Schulgeld, weil der Staat diese Schulen nur teilweise finanziert. Die Schulpflicht in Deutschland wurde im Laufe ihrer Geschichte immer wieder kritisiert. Von konservativ religiöser Seite wird der soziale Umgang und einzelne Unterrichtsinhalte abgelehnt (wie Schwimmunterricht oder Evolutionstheorie). Aus libertärer Sicht wird die Schulpflicht als unzulässiger Eingriff in persönliche Freiheit und Indoktrination abgelehnt.
Vernor Muñoz, UN-Sonderberichterstatter für das Recht auf Bildung, äußerte sich in seinem in Berlin veröffentlichten Bericht vom 21. Februar 2006 besorgt darüber, dass die restriktive deutsche Schulpflicht die Inanspruchnahme des Rechtes auf Bildung mittels alternativer Lernformen wie etwa Hausunterricht kriminalisiere.
Unter Bildungsbenachteiligung wird verstanden, dass eine Gruppe von Kindern oder Erwachsenen im Bildungssystem systematisch weniger Möglichkeiten haben als andere, ein Bildungsziel zu erreichen. In Deutschland wurde aufgrund der IGLU-Studie und der PISA-Studie eine Bildungsbenachteiligung festgestellt. Davon sind insbesondere Arbeiterkinder und Migrantenkinder betroffen.
Insgesamt gehen Kinder aus Familien der oberen sozialen Klassen (Kinder von Leuten aus hohen, meist akademischen Positionen, zum Beispiel von Spitzenmanagern) 6,06 mal so häufig aufs Gymnasium wie Kinder aus Facharbeiterfamilien und Kinder aus den unteren Oberklassen (beispielsweise Kinder von Professoren oder Ärzten) gehen 3,64 mal so häufig aufs Gymnasium wie Facharbeiterkinder.
Die Chancen der Facharbeiterkinder sind in Städten mit über 300.000 Einwohnern am schlechtesten; dort sind die Chancen des Kindes aus der oberen Dienstklasse auf den Gymnasialbesuch 14,36 Mal so hoch wie die des Facharbeiterkindes und die Chancen eines Kindes aus der unteren Dienstklasse 7,57 mal so hoch wie die eines Facharbeiterkindes. In den letzten Jahrzehnten hat sich diese Situation verschlechtert, seit Beginn der 1980er-Jahre ist die Teilnahme von Kindern sozial schlechter gestellter Familien an höherer Bildung rückläufig (vergleiche Entwicklung der Bildungsbeteiligung in der Bundesrepublik Deutschland).
In den ostdeutschen Bundesländern ist die gemessene Bildungsbenachteiligung weniger ausgeprägt als in den westlichen.

#### Kinderarmut
| Anteil Kinder, die in Deutschland Sozialgeld beziehen (Juni 2005) | Anteil Kinder, die in Deutschland Sozialgeld beziehen (Juni 2005) |
| Bundesland                                                        | Anteil                                                            |
| ----------------------------------------------------------------- | ----------------------------------------------------------------- |
| Bayern                                                            | 6,6 %                                                             |
| Baden-Württemberg                                                 | 7,2 %                                                             |
| Rheinland-Pfalz                                                   | 9,9 %                                                             |
| Hessen                                                            | 12,0 %                                                            |
| Niedersachsen                                                     | 13,5 %                                                            |
| Nordrhein-Westfalen                                               | 14,0 %                                                            |
| Saarland                                                          | 14,0 %                                                            |
| Schleswig-Holstein                                                | 14,4 %                                                            |
| Hamburg                                                           | 20,8 %                                                            |
| Thüringen                                                         | 20,8 %                                                            |
| Brandenburg                                                       | 21,5 %                                                            |
| Sachsen                                                           | 22,8 %                                                            |
| Mecklenburg-Vorpommern                                            | 27,8 %                                                            |
| Sachsen-Anhalt                                                    | 27,9 %                                                            |
| Bremen                                                            | 28,1 %                                                            |
| Berlin                                                            | 30,7 %                                                            |
| Deutschland (gesamt)                                              | 14,0 %                                                            |

Kinderarmut bezeichnet die Armut von Personen eines vorgegebenen Altersrahmens. Dieser wird im Allgemeinen so definiert, dass Kinder ab Geburt und Jugendliche bis 18 Jahre berücksichtigt werden. In Deutschland ist die Kinderarmut um die Jahrtausendwende stark angestiegen. Auf großes Medieninteresse stieß dabei die Feststellung einer Verdopplung der Zahl sozialhilfebedürftiger Kinder alle zehn Jahre bezogen auf den Zeitraum von 1965 bis 2007.
Große Unterschiede hinsichtlich der Kinderarmut lassen sich zwischen den Bundesländern feststellen.

### Anthropologie
- Melvin Konner: The Evolution of Childhood: Relationships, Emotion, Mind. Harvard University Press, 2010, ISBN 978-0-674-04566-8.
- Norbert Kühne: Frühe Entwicklung und Erziehung – Die kritische Periode. In: Unterrichtsmaterialien Pädagogik – Psychologie. Nr. 694, Stark Verlag, Hallbergmoos 2012.

### Geschichte, Soziologie, Politik und Wörterbücher
- Thomas Altgeld, Petra Hofrichter: Reiches Land, kranke Kinder? Gesundheitliche Folgen von Armut bei Kindern und Jugendlichen. Mabuse-Verlag, 2000, ISBN 3-933050-21-9.
- Sabine Andresen, Klaus Hurrelmann: Kindheit. Beltz, Weinheim 2010.
- Philippe Ariès: Geschichte der Kindheit. dtv, München 1978, ISBN 3-423-04320-2.
- Lloyd deMause: Hört ihr die Kinder weinen. Eine psychogenetische Geschichte der Kindheit. Suhrkamp, Frankfurt am Main 1977, ISBN 3-518-07458-X.
- Klaus Arnold: Kind und Gesellschaft in Mittelalter und Renaissance. Beiträge und Texte zur Geschichte der Kindheit (= Sammlung Zebra. Reihe B, Band 2). München und Paderborn 1980, ISBN 3-506-13152-4.
- derselbe: Die Einstellung zum Kind im Mittelalter. In: Mensch und Umwelt im Mittelalter. Hrsg. von Bernd Herrmann 1986, 3. Aufl. Stuttgart 1987, S. 53–64.
- Hugh Cunningham: Die Geschichte des Kindes in der Neuzeit. Artemis & Winkler, Düsseldorf 2006, ISBN 3-538-07229-9.
- Imke Behnken, Jürgen Zinnecker (Hrsg.): Kinder, Kindheit, Lebensgeschichte – ein Handbuch. Kallmeyersche Verlagsbuchhandlung GMBH, Seelze-Velber 2001, ISBN 3-7800-5245-8.
- Jutta Buchner-Fuhs, Burkhard Fuhs: Gute Kindheit? Vorstellungen Entwürfe und Lebensweisen gelingender Kindheit im historischen Wandel. Vergangenheitsverlag, Berlin 2011, ISBN 978-3-86408-002-9.
- Gabriele Gloger-Tippelt, Rudolf Tippelt: Kindheit und kindliche Entwicklung als soziale Konstruktionen. In: Bildung und Erziehung. Jahrgang 39, 1986, S. 149–164.
- Manfred Günther: Kindheit – Jugend – Alter. Das Taschenbuch-Lexikon. 2. erweiterte Auflage 2020 mit über 1250 Wörtern; Vorwort HG Butzko, 37 Illustrationen: Stuttmann; Rheine 2020, ISBN 978-3-946537-62-5.
- Otto Hansmann: Kindheit zwischen Mittelalter und Moderne. Deutscher Studien Verlag, Weinheim, 1995.
- Heinz Hengst: Kindheit als Fiktion. Frankfurt am Main 1981, Suhrkamp-Verlag, ISBN 3-518-11081-0.
- Michael-Sebastian Honig, Hans Rudolf Leu, Ursula Nissen (Hrsg.): Kinder und Kindheit. Soziokulturelle Muster – sozialisationstheoretische Perspektiven. Juventa, Weinheim 1996.
- Klaus Hurrelmann, Heidrun Bründel: Einführung in die Kindheitsforschung. Beltz, Weinheim 2003.
- Michael Hüter: Kindheit 6.7: ein Manifest. Edition Liberi & Mundo, Melk an der Donau Juli 2019, ISBN 978-3-200-05507-0.
- Joe L. Kincheloe: Kinderculture: The Corporate Construction of Childhood. Westview Press, 1997, ISBN 0-8133-2310-X.
- Jacqueline Knörr (Hrsg.): Childhood and Migration. From Experience to Agency. Transcript, Bielefeld 2005, ISBN 3-89942-384-4.
- Neil Postman: Das Verschwinden der Kindheit. Fischer, Frankfurt am Main 1987, ISBN 3-596-23855-2.
- Andreas Rett: Die Geschichte der Kindheit als Kulturgeschichte. Picus, Wien 1992, ISBN 3-85452-310-6.
- Otto Rühle: Das proletarische Kind. Eine Monographie. Langen, München 1911
- Herbert Schweizer: Soziologie der Kindheit. VS Verlag, ISBN 978-3-531-14222-7.
- Shulamith Shahar: Die Kindheit im Mittelalter. Patmos, Düsseldorf 1990, ISBN 3-491-69107-9.
- Edward Shorter: Die Geburt der modernen Familie. Reinbek 1990.
- Ingeborg Weber-Kellermann: Die Kindheit – eine Kulturgeschichte. Insel, Frankfurt am Main 1997.
- Martina Winkler: Kindheitsgeschichte. Eine Einführung. Vandenhoeck & Ruprecht, Göttingen 2017, ISBN 978-3-525-30106-7.
- World Vision Deutschland: Kinder 2007, 2010, 2013. Beltz, Weinheim.
- Yury Winterberg, Sonya Winterberg: Kleine Hände im Großen Krieg: Kinderschicksale im Ersten Weltkrieg. Aufbau, Berlin 2014, ISBN 978-3-351-03564-8.

### Linguistik und Semantik
- Roland Bauer: Der ‚Kindlein‘, ein ‚Kinder‘, die ‚Kindl‘: Substantivderivate des deutschen Lexems {Kind} und ihr sporadisches Auftreten im Romanischen. In: Leander Moroder, Hannes Obermair, Patrick Rina (Hrsg.): Lektüren und Relektüren – Leggere, riflettere e rileggere – Nrescides letereres y letures critiches. Studia Prof. Ulrike Kindl septuagenariae die XVI mensis Oct. anni MMXXI dicata. Istitut Ladin Micurá de Rü, San Martin de Tor 2021. ISBN 978-88-8171-141-3, S. 103–120.

### Psychologie und Psychoanalyse
- Anna Freud: Wege und Irrwege in der Kinderentwicklung. 7. Auflage. Klett-Cotta, Stuttgart 2003, ISBN 3-608-96004-X.
- Melanie Klein: Das Seelenleben des Kleinkindes und andere Beiträge zur Psychoanalyse. 8. Auflage. Klett-Cotta, Stuttgart 2006, ISBN 3-608-95107-5.
- Alice Miller: Das Drama des begabten Kindes und die Suche nach dem wahren Selbst. 32. Auflage, suhrkamp taschenbuch, Frankfurt 2012, ISBN 978-3-518-37450-4.
- Alice Miller: Am Anfang war Erziehung. 28. Auflage, suhrkamp taschenbuch, Frankfurt 2014, ISBN 978-3-518-37451-1.
- Alice Miller: Du sollst nicht merken. Die Realität der Kindheit und die Dogmen der Psychoanalyse. 21. Auflage, suhrkamp taschenbuch, Frankfurt 2019, ISBN 978-3-518-37452-8.
- Peter Rossmann: Einführung in die Entwicklungspsychologie des Kindes- und Jugendalters. 4. Auflage. Huber, Bern 1996, ISBN 3-456-82723-7.
- Wolfgang Schneider, Ulman Lindenberger, Rolf Oerter, Leo Montada (Hrsg.): Entwicklungspsychologie. 7., vollständig überarbeitete Auflage, Beltz, Weinheim [u. a.] 2012.

### Kindheit im Film
- Chuck Jackson: Little, Violent, White: The Bad Seed and the Matter of Children – Critical Essay. In: Journal of Popular Film and Television. Summer, 2000.
- Emma Wilson: Cinema's Missing Children. Wallflower Press, 2003.
- Kinderfilme – Versuche einer Grenzziehung: deutscher Dokumentarfilm für große und kleine Kinder aus neun Jahrzehnten. Retrospektive des Bundesarchiv-Filmarchivs während des 42. Internationalen Leipziger Festivals für Dokumentar- und Animationsfilm; [27.10. bis 31.10.1999] / [Hrsg.: Bundesarchiv-Filmarchiv Berlin. Red.: Karla Schröder]. – Berlin: Bundesarchiv-Filmarchiv, 1999.

### Anthologien
- Kinder in der Weltliteratur, Erzählungen, Auswahl und Nachwort von Federico Hindermann, Manesse Verlag, Zürich 1998, ISBN 3-7175-1610-8.
- Norbert Kühne: 30 Kilo Fieber – die Poesie der Kinder. Amann-Verlag, Zürich 1997, ISBN 3-250-10326-8

### Zeitschriften
- Childhood. A journal of global child research.

## Filme über Kinder (ohne Kinderfilme)
- 1932: Ich wurde geboren, aber… von Ozu Yasujirō, Japan
- 1933: Betragen ungenügend von Jean Vigo, Frankreich (in Frankreich lange von der Zensur verboten)
- 1942: Es war einmal ein Vater von Ozu Yasujirō, Japan
- 1943: Hitler's Children von Edward Dmytryk, USA
- 1948: Germania anno zero, von Roberto Rosselini, Italien
- 1953: Little Fugitive von Ray Ashley, Morris Engel, Ruth Orkin, USA
- 1955: The Night of the Hunter, von Charles Laughton, USA
- 1959: Sie küßten und sie schlugen ihn von François Truffaut, Frankreich
- 1960: Zazie von Louis Malle, Frankreich (Spielfilm)
- 1962: Ivans Kindheit von Andrei Arsenjewitsch Tarkowski, UdSSR
- 1968: Nackte Kindheit von Maurice Pialat, Frankreich
- 1969: Kinder sind keine Rinder von Helke Sander, Deutschland (Dokumentarfilm über den ersten Schülerladen)
- 1974: Alice in den Städten von Wim Wenders, Deutschland
- 1975: Die Kinder der Unterentwicklung von Carlos Álvarez, Kolumbien (Dokumentarfilm über die Lebensbedingungen der kolumbianischen Kinder)
- 1978: Ein Tag mit dem Wind von Haro Senft, Deutschland
- 1982: Fanny und Alexander von Ingmar Bergman, Schweden
- 1986: Zwei gute Freundinnen von Jane Campion, Australien
- 1987: Wo ist das Haus meines Freundes?, von Abbas Kiarostami, Iran
- 1998: Die kleine Verkäuferin der Sonne von Djibril Diop Mambéty, Senegal (Spielfilm)
- 1996: Hide and Seek von Sue Friedrich, USA
- 1999: Arbeitende Kinder in Matagalpa, Dokumentarfilm, Deutschland
- 2007: Son of a Lion von Benjamin Gilmour, Australien/Pakistan 2007[58]
- 2009: Das weiße Band – Eine deutsche Kindergeschichte von Michael Haneke, Deutschland, Österreich, Frankreich, Italien (Spielfilm)
- 2009: Niemals Gewalt von David Aufdembrinke (nach einer Rede von Astrid Lindgren), Deutschland (Kurzfilm)

## Rundfunkberichte
- Detlef Berentzen: Die Erfindung der Kindheit: Philippe Ariès und die Folgen. In: SWR2: Wissen. 29. November 2014, abgerufen am 16. Februar 2022.
- Christian Gampert: Die Erfindung der Kindheit: Ausstellung beschäftigt sich mit Pädagogisierung im 19. Jahrhundert. In: Deutschlandfunk: Kultur Heute. 30. September 2013, abgerufen am 24. Juni 2019.